# Matteo Renato Imbriani
Matteo Renato Imbriani (Napoli, 28 novembre 1843 – San Martino Valle Caudina, 12 settembre 1901) è stato un politico italiano, esponente del Partito radicale storico.

## Biografia
Figlio del letterato Paolo Emilio Imbriani, originario di Roccabascerana, seguì il padre in esilio ed ebbe una ferrea educazione, dapprima in un collegio privato di Torino, poi in un collegio militare.
Nel 1859 combatté coi sardo - piemontesi, nel 1860 fu con Garibaldi a Castel Morrone. Nel 1866, capitano, combatté nel Trentino.
Successivamente si recò in Francia, per rilevare la salma del fratello Giorgio, caduto nel 1870 a Digione, contro i Prussiani. Per oltre 40 anni ha custodito a casa sua l'urna con i resti di Pilade Bronzetti, che vennero consegnati dalla moglie Irene alla città di Trento il 27 settembre 1921.
Il primo contatto con la realtà irpina, dove poi soggiornerà a lungo negli anni finali della vita, ci fu nel triennio 1872-1875 quando con la moglie si stabilì a San Martino nella casa di famiglia, ma, nonostante il forte legame alle origini della famiglia, trascorse solo pochi anni a San Martino Valle Caudina (AV). Questo primo e breve periodo di soggiorno nella Casa Giulia, per ragioni di salute e per affari politici, non lasciò alcun segno evidente nella vita politica del paese. L'insuccesso delle sue candidature nelle elezioni di quella provincia lo testimonia.
Veri centri della sua attività politica furono Napoli e la Puglia, che lo elesse deputato nei collegi di Trani e di Corato. Anche a lui si deve la realizzazione dell'Acquedotto Pugliese. Un articolo del Corriere delle Puglie riporta, dalla penna del suo direttore Martino Cassano (nonostante la profonda avversione tra i due), l'appassionata dialettica con cui l'On. Imbriani sottolineò la necessità per la Puglia di un acquedotto funzionale, in seno ad una riunione tematica tra buona parte dei deputati pugliesi convocata dall'allora Presidente della Provincia Lattanzio.
Morì nella sua amatissima Casa Giulia il 12 settembre 1901. La moglie Irene Scodnik è stata il suo più attendibile biografo.

## Monumenti commemorativi
Nella sua ultima abitazione è presente una lapide, fregiata da rame bronzeo, di quercia e d'alloro, con una magnifica nobilissima iscrizione.
d'intendere con opera animosa e costante alla integrità e alla libertà d'Italia
minacciate da rissose ambizioni, insidiate da colleganze codarde.
Il sodalizio democratico, ricordando il magnanimo cittadino e proseguendone l'opera, ravviva la sua fede nella vittoria dell'Ideale.
XX Settembre MCMV.»
(Epigrafe di Mario Rapisardi)
Dopo la sua morte molte altre lapidi furono a lui dedicate: ad Ariano di Puglia il 20 settembre 1902; ad Avellino sulla facciata del Palazzo dei Tribunali 26 ottobre 1902 dove si legge un'epigrafe di Giovanni Bovio e ovviamente a San Martino Valle Caudina fatta dall'onorevole Roberto Mirabelli. Anche sulla facciata del palazzo comunale di Poggio Mirteto vi è, dal 1911, una lapide che ricorda come "apostoli della libertà" lui ed Andrea Costa.
A Barga (LU) sulla terrazza del Caffè Capretz, allora ritrovo della nobiltà locale, vi è una lapide, composta da Giovanni Pascoli, che ne ricorda la presenza:
il tre di agosto del 1897
Antonio Mordini e Matteo Renato Imbriani
contemplarono il tramonto
e il sole illuminando le fronti severe e serene
dei due apostoli dell'ideale
sembrava ricingere di un fulgor di gloria
le due forti generazioni che fecero l'Italia.
Sole che quando tramonti non fai che promettere l'alba
sia dell'italica idea sia della gloria così"»
Nel nord-est del centro storico di Perugia vi è una via denominata Matteo Renato Imbriani; Parma gli ha invece intitolato una delle principali strade del caratteristico quartiere dell'Oltretorrente. Anche ad Altamura, Roma, Trieste, Catania, Zafferana Etnea, Sesto Fiorentino, Lecce, Barletta, Trani, Molfetta, Canosa di Puglia, Napoli, Afragola, San Giovanni Rotondo, Bisceglie, Mola di Bari, Rutigliano, Minervino Murge, Spinazzola, esistono strade a lui intitolate. Un'imponente statua in bronzo nel centro storico, una via ad essa adiacente e una scuola media sono state a lui dedicate a Corato (BA). A Canosa di Puglia, al centro di una piazza a lui intitolata, si erge maestosa la sua statua in bronzo al disopra di un piedistallo in pietra. Anche ad Andria, nella piazza a lui intitolata, primario nodo viario della città, si trova un suo busto su piedistallo in pietra.
A Bari gli è stata dedicata anche una scuola media oltre all'omonima via dove si trova la scuola. Sulla facciata del Municipio di Poggio Mirteto vi è una targa che ricorda un suo comizio.
Nel 2015 è stato posto il suo busto in bronzo su piedestallo di pietra davanti alla facciata del municipio di San Martino Valle Caudina.